# کاینارجا
کاینارجا (به ترکی استانبولی: Kaynarca) یک منطقهٔ مسکونی در ترکیه است که در استان سقاریه واقع شده‌است.